# Stemphylium solani
Stemphylium solani G.F. Weber – gatunek grzybów z klasy Dothideomycetes. Mikroskopijny grzyb pasożytniczy powodujący u niektórych roślin plamistość liści.

## Systematyka i nazewnictwo
Pozycja w klasyfikacji według Index Fungorum: Stemphylium, Pleosporaceae, Pleosporales, Pleosporomycetidae, Dothideomycetes, Pezizomycotina, Ascomycota, Fungi.
Po raz pierwszy opisał go w 1930 r. Georg Heinrich Weber na liściach pomidora i nadana przez niego nazwa naukowa jest ważna. Jest holotyp i epityp. Synonim: Thyrospora solani (G.F. Weber) Sawada 1931.

## Morfologia i rozwój
Kolonie rozproszone, szare lub szarobrązowe, owłosione lub aksamitne. Grzybnia przeważnie zanurzona. Konidiofory o długości do 200 µm i grubości 4–7 µm, jasne do średniobrązowych, z pęcherzykowymi nabrzmieniami o średnicy 8–10 µm. Konidia 35–55 × 18–28 µm, podłużne, spiczaste na wierzchołku, zaokrąglone u podstawy, z 3–6 poprzecznymi i kilkoma podłużnymi przegrodami, przeważnie zwężone tylko przy środkowej przegrodzie, jasne do średniozłotobrązowych, gładkie lub delikatnie brodawkowane.
Rozprzestrzenia się przez zarodniki przenoszone drogą powietrzną.

## Występowanie i siedlisko
Występuje na całym świecie, także w Polsce.
Rozwija się na żywych liściach ziemniaka, pomidora i innych żywicieli z rodziny psiankowatych. Powoduje szarą plamistość liści ziemniaka, szarą plamistość liści pomidora i plamistość liści bakłażana.